# Championnat d'Italie de football de deuxième division 1979-1980
Navigation
Édition précédente Édition suivante
La saison 1979-1980 de Serie B, organisée par la Lega Calcio pour la trente-quatrième fois, est la 48e édition du championnat de deuxième division en Italie. Les trois premiers sont promus directement en Serie A et les quatre derniers sont relégués en Serie C.
À l'issue de la saison, le Côme Calcio termine à la première place et monte en Serie A 1980-1981 (1re division), accompagné par le vice-champion, l'US Pistoiese  et le troisième Brescia.

## Compétition
Le classement est établi sur le barème de points suivant :
- Victoire : 2 points
- Match nul : 1 points
- Défaite, forfait ou abandon du match : 0 point

La différence de buts départage les égalités de points dans la zone de relégation uniquement. 

### Classement
| Rang | Équipe              | Pts | J  | G  | N  | P  | Bp | Bc | Diff |
| ---- | ------------------- | --- | -- | -- | -- | -- | -- | -- | ---- |
| 1    | Côme Calcio P       | 48  | 38 | 16 | 16 | 6  | 33 | 17 | +16  |
| 2    | US Pistoiese        | 46  | 38 | 12 | 22 | 4  | 36 | 23 | +13  |
| 3    | Brescia             | 45  | 38 | 17 | 11 | 10 | 39 | 27 | +12  |
| 4    | AC Cesena           | 43  | 38 | 12 | 19 | 7  | 39 | 32 | +7   |
| 5    | Lanerossi Vicenza R | 42  | 38 | 13 | 16 | 9  | 49 | 37 | +12  |
| 6    | AC Monza            | 42  | 38 | 15 | 12 | 11 | 40 | 38 | +2   |
| 7    | UC Sampdoria        | 41  | 38 | 10 | 21 | 7  | 33 | 27 | +6   |
| 8    | S.P.A.L.            | 39  | 38 | 10 | 19 | 19 | 33 | 32 | +1   |
| 9    | Atalanta Bergame R  | 38  | 38 | 11 | 16 | 11 | 29 | 24 | +5   |
| 10   | Palermo             | 38  | 38 | 12 | 14 | 12 | 35 | 32 | +3   |
| 11   | Genoa 1893          | 38  | 38 | 11 | 16 | 11 | 33 | 34 | -1   |
| 12   | AS Bari             | 38  | 38 | 9  | 20 | 9  | 26 | 30 | -4   |
| 13   | Hellas Vérone R     | 37  | 38 | 12 | 13 | 13 | 25 | 27 | -2   |
| 14   | SC Pise P           | 36  | 38 | 12 | 12 | 14 | 25 | 24 | +1   |
| 15   | US Lecce            | 36  | 38 | 10 | 16 | 12 | 27 | 30 | -3   |
| 16   | Tarente Sport       | 35  | 38 | 12 | 11 | 15 | 24 | 29 | -5   |
| 17   | Sambenedettese      | 34  | 38 | 11 | 12 | 15 | 23 | 31 | -8   |
| 18   | Ternana Calcio      | 31  | 38 | 10 | 11 | 17 | 26 | 36 | -10  |
| 19   | Parma AC P          | 27  | 38 | 7  | 13 | 18 | 27 | 49 | -22  |
| 20   | FC Matera P         | 26  | 38 | 8  | 10 | 20 | 20 | 43 | -23  |

|  | Promotion en Serie A                        |
|  | Relégation en Serie C                       |
|  | P : Promu de Serie C R : Relégué de Serie A |